# Bundesverband der Energie- und Wasserwirtschaft
Der Bundesverband der Energie- und Wasserwirtschaft e. V. (BDEW) ist ein Lobby- und Interessenverband der deutschen Strom- und Energiebranche. Er vertritt als einflussreicher Spitzenverband rund 2000 Unternehmen, darunter die vier großen Energieversorger RWE, E.ON, EnBW und Vattenfall. Daneben vertritt der BDEW aber auch viele kommunale und regionale Unternehmen, darunter viele Stadtwerke. Er nimmt Einfluss auf Gesetzgebungsverfahren im Bereich der Energiewirtschaft. Der BDEW beschäftigt über 150 Mitarbeiter. Präsident des BDEW ist Stefan Dohler; Hauptgeschäftsführerin des BDEW ist die ehemalige Grünen-Politikerin Kerstin Andreae.

## Geschichte
Der BDEW entstand durch den Zusammenschluss von vier energiewirtschaftlichen Verbänden; sie trafen diesen Beschluss am 19. Juni 2007 in Berlin:
- Bundesverband der deutschen Gas- und Wasserwirtschaft (BGW)
- Verband der Verbundunternehmen und Regionalen Energieversorger in Deutschland (VRE)
- Verband der Netzbetreiber (VDN)
- Verband der Elektrizitätswirtschaft (VDEW)

Von Oktober 2008 bis Januar 2016 hatte die ehemalige Bundestagsabgeordnete und Staatsministerin bei der Bundeskanzlerin Hildegard Müller (CDU) den Vorsitz der Hauptgeschäftsführung in Berlin inne und wechselte im Mai 2016 als Mitglied des Vorstandes zu RWE (Innogy).
Ihr Nachfolger war von Mai 2016 bis Oktober 2019 Stefan Kapferer (FDP).
Präsident des BDEW ist der Vorstandsvorsitzende der EWE AG, Stefan Dohler. Vorsitzende der Hauptgeschäftsführung des BDEW ist seit November 2019 Kerstin Andreae. Die gelernte Diplom-Volkswirtin ist seit 1990 Mitglied von Bündnis 90/Die Grünen. Vor ihrem Wechsel zum BDEW war Andreae wirtschaftspolitische Sprecherin der Grünen-Bundestagsfraktion.

„Das BDEW-Präsidium besteht aus dem Präsidenten und vier Vizepräsidenten sowie den Hauptgeschäftsführern mit beratender Stimme. Der Präsident der vorherigen Amtsperiode ist geborenes Mitglied des Präsidiums. Die ehrenamtlichen Mitglieder des Präsidiums werden vom Vorstand aus seiner Mitte auf zwei Jahre gewählt. Im BDEW-Präsidium sind satzungsgemäß die Sparten Gas, Strom/Fernwärme und Wasser/Abwasser, die Versorgungsgruppen (Größenklassen) und die Wertschöpfungsstufen sowie die Querverbundunternehmen angemessen repräsentiert.“

## Organisation
Der BDEW vertritt laut Eigenangaben rund 2000 Unternehmen in den Bereichen Strom, Erdgas und Wärme, Erneuerbare Energien, Elektromobilität, Energienetze, Wasserversorgung und Abwasserentsorgung. Diese repräsentieren rund 90 % des Stromabsatzes, 60 % des Nah- und Fernwärmeabsatzes, 90 % des Erdgasabsatzes sowie 80 % der Trinkwasser-Förderung und 60 % der Abwasser-Entsorgung in Deutschland.
Weitere Verbandsorgane sind Geschäftsführung, Vorstand und Mitgliederversammlung. Der BDEW-Vorstand besteht aus 50 Mitgliedern.

### Gliederung
Der Bundesverband ist in Landesorganisationen als regionale Ansprechpartner untergliedert. Je nach Bundesland können dies Landesgruppen oder eigenständige Verbände sein.
- Landesgruppe Berlin/Brandenburg
- Landesgruppe Mitteldeutschland (Sachsen, Sachsen-Anhalt, Thüringen)
- Landesgruppe Norddeutschland (Niedersachsen, Hamburg, Bremen, Schleswig-Holstein, Mecklenburg-Vorpommern)
- Landesgruppe Nordrhein-Westfalen
- Landesverband Baden-Württemberg (VfEW)
- Landesverband Bayern (VBEW)
- Landesverband Hessen/Rheinland-Pfalz (LDEW)
- Landesverband Saarland (VEWSaar)

## Transparenz
Nach Eigenangaben ist der BDEW im Lobbyregister für die Interessenvertretung gegenüber dem Deutschen Bundestag und der Bundesregierung sowie im europäischen Transparenzregister für die Interessenvertretung gegenüber den EU-Institutionen eingetragen:
- Registereintrag national: R000888
- Registereintrag europäische Transparenzregister: 20457441380-38[11]